# Rehabilitation
Rehabilitation (lateinisch rehabilitatio, „Wiederherstellung“), kurz Reha, bezeichnet allgemein eine Wiedereingliederung und speziell (insbesondere versicherungsrechtlich) Maßnahmen zur medizinischen Wiederherstellung, beruflichen Wiederbefähigung und sozialen Wiedereingliederung. Laut deutschem Sozialgesetzbuch ist Rehabilitation eine Sozialleistung zur Wiedereingliederung einer kranken, körperlich oder geistig behinderten oder von Behinderung bedrohten Person in das berufliche und gesellschaftliche Leben (§ 1 SGB IX).
In der Suchttherapie spricht man von Rekuperation.
In der Rechtssprache bezeichnet Rehabilitierung das Wiederherstellen der verletzten Ehre einer Person und die Wiedereinsetzung in frühere Rechte. Beispiele sind bestimmte Maßnahmen der Entstalinisierung in der UdSSR ab 1953/1954, die Wiedergutmachung von staatlichem Unrecht, das in der Sowjetischen Besatzungszone oder der DDR verübt wurde, durch das Strafrechtliche Rehabilitierungsgesetz von 1992 oder die Aufhebung von Urteilen des nationalsozialistischen Volksgerichtshofs durch das Gesetz zur Aufhebung nationalsozialistischer Unrechtsurteile in der Strafrechtspflege aus dem Jahr 1998.

## Begriff
Der Begriff der Rehabilitation für die langfristige Nachsorge nach schweren Erkrankungen oder Verletzungen bzw. Operationen sowie die Betreuung und Förderung von chronisch Kranken oder Körperbehinderten ist seit dem Mittelalter nachweisbar.
Eine neuzeitliche Definition der Rehabilitation findet sich im Technical Report 668/1981 der Weltgesundheitsorganisation (WHO). Dort heißt es: „Rehabilitation umfasst den koordinierten Einsatz medizinischer, sozialer, beruflicher, pädagogischer und technischer Maßnahmen sowie Einflussnahmen auf das physische und soziale Umfeld zur Funktionsverbesserung zum Erreichen einer größtmöglichen Eigenaktivität zur weitestgehenden Partizipation in allen Lebensbereichen, damit der Betroffene in seiner Lebensgestaltung so frei wie möglich wird.“
Ab 2016 gilt ein neues Rahmenkonzept zur Reha-Nachsorge in der gesetzlichen Rentenversicherung. „Insgesamt ist ein aktives Vorgehen der Reha-Einrichtungen bei der Vorbereitung der Reha-Nachsorge notwendig.“ Im Anschluss an eine stationäre oder ganztägig ambulante Leistung zur medizinischen Rehabilitation kann eine Rehabilitationsnachsorge in Betracht kommen. Diese soll den eingetretenen Rehabilitationserfolg festigen. Seit 2017 gibt es die Möglichkeit einer Tele-Reha-Nachsorge. Im Reha-Bericht 2018 teilte die Deutsche Rentenversicherung mit, dass zunehmend Tele-Reha-Nachsorge angeboten wird. Damit die Qualität solcher Angebote gewährleistet ist, wurden entsprechende Anforderungen an die Tele-Reha-Nachsorge formuliert.

## Träger und Maßnahmen
Allgemeine Regelungen für das Recht der Rehabilitation und der Teilhabe behinderter Menschen enthält das Neunte Buch Sozialgesetzbuch (SGB IX).
Rehabilitationsträger können gemäß § 6 SGB IX die Krankenkassen, die Bundesagentur für Arbeit, die gesetzliche Unfallversicherung, die gesetzliche Rentenversicherung, die Träger der Kriegsopferversorgung und der Kriegsopferfürsorge, die Träger der öffentlichen Jugendhilfe sowie die Sozialhilfeträger sein.
Mögliche Leistungen sind gemäß § 5 SGB IX Leistungen zur medizinischen Rehabilitation, zur Teilhabe am Arbeitsleben, unterhaltssichernde und andere ergänzende Leistungen sowie Leistungen zur Teilhabe am Leben in der Gemeinschaft.
Welcher Träger für welche Leistung im Einzelfall zuständig ist, hängt von dem Grund und dem Ziel der jeweiligen Reha-Maßnahme ab. Ergänzende Bestimmungen finden sich dazu in den weiteren Büchern des Sozialgesetzbuches. Reicht beispielsweise eine ambulante Krankenbehandlung nicht aus, erbringt die Krankenkasse nach § 40 SGB V Leistungen zur ambulanten oder stationären Rehabilitation. Nach einem Arbeitsunfall ist die gesetzliche Unfallversicherung für Leistungen zur Teilhabe am Arbeitsleben oder zur Teilhabe am Leben in der Gemeinschaft zuständig (§§ 35 und 39 SGB VII). Um den Auswirkungen einer Krankheit auf die Erwerbsfähigkeit entgegenzuwirken, erbringt die gesetzliche Rentenversicherung Leistungen zur medizinischen Rehabilitation und Leistungen zur Teilhabe am Arbeitsleben (§§ 9 und 10 SGB VI).

## Voraussetzungen
Reha-Maßnahmen werden nur erbracht, wenn die betreffende Person reha-bedürftig und reha-fähig ist. Beides wird durch sozialmedizinische Begutachtung ermittelt.

### Reha-Bedürftigkeit
Rehabilitationsbedürftigkeit liegt vor, wenn vor allem die persönlichen Voraussetzungen für eine Reha-Maßnahme durch den fraglichen Träger vorliegen.
In der Rentenversicherung ist dies der Fall, wenn der Versicherte den beruflichen Anforderungen behinderungsbedingt nicht entsprechen kann, d. h., das Anforderungsprofil des Bezugsberufs entspricht nicht dem Leistungsbild des Versicherten. In der Krankenversicherung besteht Reha-Bedürftigkeit insbesondere dann, wenn über die kurative Versorgung hinaus der mehrdimensionale und interdisziplinäre Ansatz der medizinischen Rehabilitation erforderlich ist. Die rehabilitative Medizin unterscheidet sich dabei prinzipiell von der kurativen Medizin, deren Aufgabe die Heilung von Krankheiten ist. Dies wird auch durch die unterschiedliche Systematik der jeweiligen Klassifikationen deutlich. Die krankheitsdiagnostische Klassifikation: International Classification of Diseases (ICD) aus dem Jahr 1903 und die International Classification of Functioning, Disability and Health (ICF) aus dem Jahr 2001.

### Reha-Fähigkeit
Die Reha-Fähigkeit sagt etwas über den voraussichtlichen Erfolg einer Reha-Maßnahme aus. Die Reha-Fähigkeit setzt eine hinreichende Belastbarkeit und Motivation für die fragliche Maßnahme voraus. Mitunter fehlt es hierfür an geeigneten Kriterien.

## Leistungsgrundsatz
Für Versicherte, bei denen die Rentenversicherung Leistungsträger ist, gilt der Grundsatz „Rehabilitation vor Rente“, d. h. vor Bewilligung einer Rente wegen Erwerbsminderung sollen die Rehabilitationsträger durch geeignete Reha-Maßnahmen darauf hinwirken, den Eintritt einer Behinderung einschließlich einer chronischen Krankheit und damit die Verrentung zu vermeiden (§§ 3 und 9 SGB IX).
Für gesetzlich Krankenversicherte lautet der Grundsatz gemäß § 31 SGB XI „Rehabilitation vor Pflege“.

## Koordination
In Deutschland wirken in der Bundesarbeitsgemeinschaft für Rehabilitation (BAR) und der Deutschen Vereinigung für Rehabilitation (DVfR) die im Bereich Rehabilitation maßgeblichen Akteure zusammen wie Sozialleistungsträger, Sozial- und Ärzteverbände, Reha-Einrichtungen und Selbsthilfegruppen.
Seit 1922 gibt es mit Rehabilitation International ein internationales Netzwerk von Experten und Fachleuten mit dem Ziel, eine behindertengerechte und offenere Gesellschaft zu schaffen. Auf der Ebene der EU kooperieren unter anderem die großen Sozialversicherungen in sogenannten „Euroforen“, darunter das „Euroforum Soziale Rentenversicherung.“

## Forschung
Die seit 1990 intensivierte Forschung in der Rehabilitation beschäftigt sich mit den theoretischen und methodischen Grundlagen, mit Entstehung, Verlauf und Prognose von Beeinträchtigungen, Voraussetzungen der Teilhabe, Entwicklung, Evaluation und Qualitätssicherung einzelner Interventionen, mit den besonderen Bedingungen der Komorbidität sowie mit den gesetzlichen Vorgaben und der Organisation von Rehabilitation. Zentraler Gegenstand ist die Bewältigung der Folgen von Krankheit und Behinderung bzw. Beeinträchtigungen. Dabei tragen internationale Vergleiche zur Verbesserung der Rehabilitationsleistungen bei. Gemäß der Unterschiedlichkeit der Interventionen und Fragestellungen kommen unterschiedliche Studiendesigns zur Anwendung.
Die Deutsche Rentenversicherung Bund und die Deutsche Gesellschaft für Rehabilitationswissenschaften (DGRW) veranstaltet jährlich das Reha-Kolloquium – Deutscher Kongress für Rehabilitationsforschung. Dabei handelt es sich um den größten interdisziplinärer Kongress für Rehabilitationsforschung und -praxis in Deutschland. Er ist ein wichtiges Forum zum Austausch über Ergebnisse der Rehabilitationswissenschaft sowie deren Anwendung zur Weiterentwicklung von Präventions-, Rehabilitations- und Teilhabeleistungen. Es nehmen Experten aus Forschung, Praxis, Politik und Verwaltung teil.